# Staņislavs Lugailo
Staņislavs Lugailo (* 1. Januar 1938 in Sochumi, Georgische SSR; † 11. April 2021) war ein sowjetischer Volleyballspieler lettischer Herkunft.

## Karriere
Staņislavs Lugailo spielte auf Vereinsebene von 1963 bis 1970 für Radiotechnik Riga und wurde hier zweimal sowjetischer Vizemeister und zweimal Dritter.
Bei den Olympischen Spielen 1964 gehörte er zum Aufgebot der sowjetischen Nationalmannschaft, die Olympiasieger wurde. Lugailo kam jedoch in keinem Spiel zum Einsatz.
1969 zog er nach Donezk, wo er als Cheftrainer der Männermannschaft von Dynamo Donezk tätig war. 1976 übernahm er selbige Position bei der Frauenmannschaft Spartak Donezk. Von 1991 bis 1996 war er Trainer der philippinischen Frauen- und Männernationalmannschaft. 1996 kehrte er nach Donezk zurück und betreute dort die Frauenmannschaft von Medica-SHVS.
Im Jahr 2014 zog Lugailo zusammen mit seiner Frau Olga Akhlestina nach Charkiw, wo er an der Staatlichen Akademie für Körperkultur die Frauenmannschaft trainierte.